# Norah Jones
Norah Jones (em bengali: নোরা জোনস; romaniz.: Nõrā Jõnasa; nascida no Brooklyn, Manhattan, Nova Iorque, NY, Estados Unidos, Estados Unidos, em 30 de março de 1979) é uma cantora, compositora, musicista e atriz norte-americana. Nascida Geetali Norah Jones Shankar (em bengali: গীতালি নোরা জোনস শঙ্কর; romaniz.: Gītāli Nõrā Jõnasa Śańkara), mudou oficialmente seu nome aos dezesseis anos. Ela é filha do citarista e compositor indiano-bengali Ravi Shankar e meia-irmã dos músicos indianos Anoushka Shankar e Shubhendra Shankar. Jones ganhou vários prêmios por sua música e, até 2023, havia vendido mais de 50 milhões de gravações em todo o mundo. A revista Billboard a colocou em 60.º lugar entre os maiores artistas da década de 2000, ficando em primeiro quando listados apenas os do segmento jazz.
Em 2002, Jones iniciou sua carreira musical solo com o lançamento de Come Away with Me, que é uma fusão de jazz com country alternativo, blues e folk. O projeto foi certificado como diamante pela Recording Industry Association of America (RIAA) e vendeu mais de 27 milhões de cópias em todo o globo. O disco rendeu  a artista cinco prêmios Grammy, incluindo Gravação do Ano, Álbum do Ano, Melhor Álbum vocal de Pop e Artista Revelação, tornando-a a primeira pessoa de ascendência sul-asiática a ganhar tantas láureas nessa premiação. Feels Like Home (2004), seu segundo disco, vendeu mais de 1 milhão de cópias nos Estados Unidos apenas em sua semana de lançamento. Já o seus álbuns subsequentes — Not Too Late (2007) e The Fall (2009) — todos ganharam certificado de platina pela RIAA, vendendo mais de um milhão de cópias cada. Eles também foram, de forma geral, bem recebidos pelos críticos musicais. Jones fez sua estreia como atriz, no filme My Blueberry Nights (2007), dirigido por Wong Kar-Wai.

## Biografia
Norah nasceu na cidade de Nova Iorque, filha do influente sitarista indiano Ravi Shankar, tendo vivido sua infância com sua mãe, Sue Jones, que se mudou para Dallas, Texas, quando Norah tinha quatro anos. É meia-irmã, por parte do pai, de Anoushka Shankar, citarista e compositora. Jones estudou no Booker T. Washington High School for the Performing and Visual Arts e na University of North Texas, onde se formou em jazz piano. Em 1999, após dois anos no programa, Norah voltou para Nova Iorque, onde tocou com sua banda, Wax Poetic.

## Carreira
Norah é uma artista premiada cuja carreira foi impulsionada em 2002 com seu álbum de estreia Come Away With Me, um álbum jazz piano com um toque de soul/folk, que obteve um grande êxito vendendo vinte e três milhões de cópias mundialmente. Norah Jones obteve oito premiações nos Prêmio Grammy de 2003, incluindo o de "Best New Artist". Seu álbum Feels Like Home lançado em 9 de fevereiro de 2004, foi mais influenciado pela música country ao invés de repetir o estilo suave de Come Away With Me. Com uma semana de lançamento, Feels Like Home havia vendido um milhão de cópias. No mesmo ano, a revista TIME listou Jones entre as "pessoas mais influentes de 2004". Jones recebeu três prêmios nos Grammy de 2005, dois na categoria Disco do Ano pela sua colaboração com Ray Charles na música Here We Go Again.
O álbum Not Too Late de 2007, conta 13 canções originais de autoria ou co-autoria de Norah com produção de Lee Alexander, há muito tempo seu parceiro de composição e baixista. Destaques para "Sinkin' Soon", com os vocais do cantor-compositor M. Ward, e Thinking About You, que Norah compôs com o líder da Wax Poetic, Ilhan Ersahin, em 1999.
Em 2007, Norah teve sua estreia como atriz e protagonista em "My Blueberry Nights" - Um Beijo Roubado, filme de Wong Kar-wai. O filme abriu o festival de Cannes. Norah já havia participado em especiais como na Vila Sesamo Apresenta, cantando "Don't Know Why".
Em 2009 lança o álbum The Fall e em 2010 uma coletânea ...Featuring com colaborações e parcerias de vários cantores famosos incluindo Ray Charles.
Seu mais recente trabalho, lançado em 1º de Maio de 2012, é ...Little Broken Hearts, produzido por Danger Mouse. Neste trabalho, a cantora mostra um novo estilo musical, com um som bem diferente de seus outros álbuns. Segundo o Guia de CD da Rolling Stone, "todas as canções têm um clima tristonho e contemplativo, algo meio suspenso em algum lugar enevoado da década de 1970, entre o campo e a cidade".

### Projetos Paralelos
- The Little Willies

Em 2003, formou The Little Willies, que conta com Norah no piano e voz, Richard Julian nos vocais, Lee Alexander no baixo, Jim Campilongo nas guitarras, e Dan Rieser na bateria. O primeiro álbum lançado pela banda (The Little Willies, de 2006) traz regravações de canções de Willie Nelson, Hank Williams, Fred Rose, Townes Van Zandt e Kris Kristofferson.
Em novembro de 2011 foi divulgado o lançamento do segundo álbum "For the Good Times" para o início de 2012.
- El Madmo[10]

Banda de rock alternativo formada por Norah Jones como Maddie, Daru Oda and Richard Julian. O único álbum (El Madmo) foi lançado em 2008.

## Nos países lusófonos

### Brasil

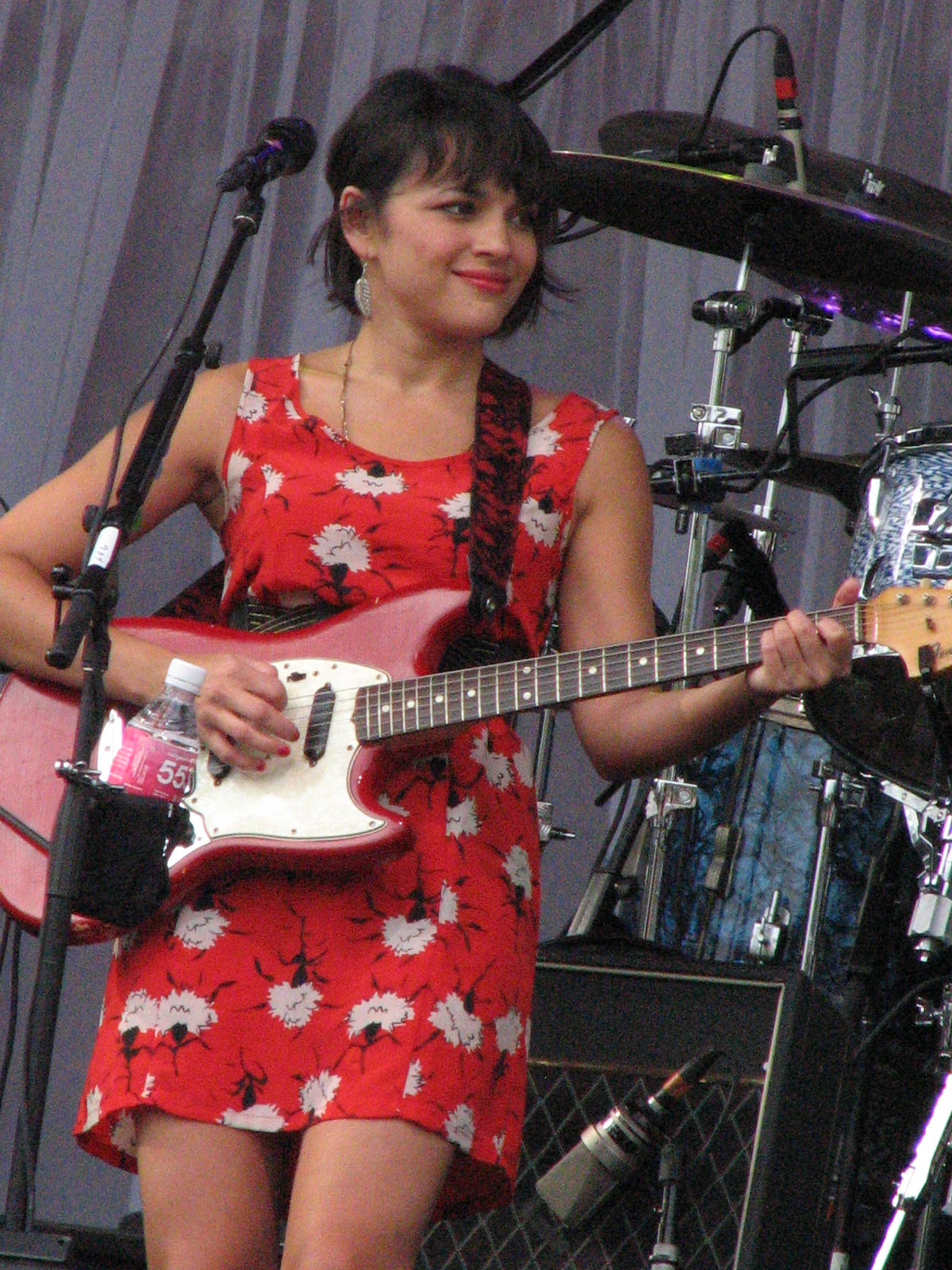
Norah Jones no Parque da Independência em São Paulo, (2010)

Norah Jones apresentou-se no Brasil em 2004 na turnê do primeiro álbum e retornou em 2010 para divulgar o álbum The Fall em São Paulo, Rio de Janeiro, Porto Alegre e Curitiba. Sua apresentação em São Paulo rendeu um público de 40 mil pessoas, sendo que 18 mil ficaram nas ruas e calçadas ao redor do Parque da Independência porque chegaram tarde demais e pela super lotação, segundo a Polícia Militar. 
A cantora voltaria ao Brasil no final de 2012 para realizar shows em Porto Alegre, Rio de Janeiro e São Paulo, porém a morte de seu pai, o músico Ravi Shankar, fez com que ela cancelasse a viagem. As apresentações fariam parte da turnê "Little Broken Hearts", e contariam com a presença do músico novaiorquino Jesse Harris, que foi o autor da música "Don't Know Why".

## Discografia

### Álbuns de estúdio
| Ano  | Detalhes do Álbum | Melhores posições | Melhores posições | Melhores posições | Melhores posições | Melhores posições | Melhores posições | Melhores posições | Melhores posições | Melhores posições | Melhores posições | Vendas                        | Certificações |
| Ano  | Detalhes do Álbum | EUA               | AUS               | BEL               | CAN               | FRA               | ALE               | NLD               | NZ                | SUI               | RU                | Vendas                        | Certificações |
| ---- | --- | ----------------- | ----------------- | ----------------- | ----------------- | ----------------- | ----------------- | ----------------- | ----------------- | ----------------- | ----------------- | ----------------------------- | --- |
| 2002 | Come Away with Me - Lançamento: 26 de fevereiro de 2002 - Formato(s): CD, download Digital, LP - Gravadora(s): Blue Note        | 1                 | 1                 | 1                 | 1                 | 1                 | 2                 | 1                 | 1                 | 2                 | 1                 | - : 27.000.000 - : 11.020.000 | - RIAA: Diamante (12× Platinum) - ARIA: 11× Platina - BPI: 8× Platina - BVMI: 5× Ouro - IFPI AUT: 2× Platina - IFPI SWI: 3× Platina - MC: Diamante - NVPI: 3× Platina - RMNZ: 11× Platina - SNEP: Diamante |
| 2004 | Feels Like Home - Lançamento: 10 de fevereiro de 2004 - Formato(s): CD, download Digital, LP - Gravadora(s): Blue Note          | 1                 | 2                 | 1                 | 1                 | 1                 | 1                 | 1                 | 1                 | 1                 | 1                 | - : 12.000.000 - : 4.632.000  | - RIAA: 4× Platina - ARIA: 3× Platina - BPI: 4× Platina - BVMI: 3× Platina - IFPI AUT: 3× Platina - IFPI SWI: 3× Platina - MC: 4× Platina - NVPI: Platina - RMNZ: 3× Platina - SNEP: 2× Platina            |
| 2007 | Not Too Late - Lançamento: 24 de janeiro de 2007 - Formato(s): CD, download Digital, LP - Gravadora(s): Blue Note, EMI          | 1                 | 2                 | 1                 | 1                 | 1                 | 1                 | 1                 | 1                 | 1                 | 1                 | - : 7.000.000 - : 2.000.000   | - RIAA: 2× Platina - ARIA: Platina - BPI: Ouro - BVMI: Platina - IFPI AUT: 2× Platinam - IFPI SWI: 2× Platina - MC: 2× Platina - RMNZ: Ouro - SNEP: Platina                                                |
| 2009 | The Fall - Lançamento: 17 de novembro de 2009 - Formato(s): CD, download Digital, LP - Gravadora(s): Blue Note, EMI             | 3                 | 17                | 1                 | 3                 | 5                 | 3                 | 5                 | 10                | 1                 | 24                | - : 3.500.000 - : 1.000.000   | - RIAA: Platina - ARIA: Ouro - BPI: Ouro - BVMI: Ouro - IFPI AUT: Ouro - MC: Platina - RMNZ: Ouro - SNEP: Platina                                                                                          |
| 2012 | ...Little Broken Hearts - Lançamento: 25 de abril de 2012 - Formato(s): CD, download Digital, LP - Gravadora(s): Blue Note, EMI | 2                 | 5                 | 1                 | 2                 | 2                 | 3                 | 3                 | 11                | 1                 | 4                 | - : 1.500.000 - : 500.000     | - RIAA: Ouro - MC: Ouro - SNEP: Ouro - BEA: Ouro |
| 2016 | Day Breaks - Lançamento: 07 de outubro de 2016 - Formato(s): CD, download Digital, LP - Gravadora(s): Blue Note                 | 2                 | 4                 | 2                 | 7                 | 4                 | 3                 | 8                 | 2                 | 1                 | 9                 | - : 600.000 - : 160.000       | - IFPI AUT: Platina - SNEP: Ouro - ZPAV: Platina |
| 2020 | Pick Me Up Off the Floor - Lançamento: 12 de junho de 2020 - Formato(s): CD, download Digital, LP - Gravadora(s): Blue Note     | 87                | 21                | 7                 | 65                | 21                | 6                 | 16                | —                 | 1                 | 47                |                               | |

### Álbuns Natalinos
| Ano  | Detalhes do Álbum | Melhores posições | Melhores posições | Melhores posições | Melhores posições | Melhores posições | Melhores posições | Melhores posições | Melhores posições |
| Ano  | Detalhes do Álbum | EUA               | AUS               | BEL               | CAN               | FRA               | ALE               | NLD               | SUI               |
| ---- | --- | ----------------- | ----------------- | ----------------- | ----------------- | ----------------- | ----------------- | ----------------- | ----------------- |
| 2021 | I Dream of Christmas - Lançamento: 15 de outubro de 2021 - Formato(s): CD, download Digital, LP - Gravadora(s): Blue Note | 100               | 16                | 38                | 72                | 113               | 35                | 41                | 20                |

### Álbuns de Compilação
| Ano  | Detalhes do Álbum | Melhores posições | Melhores posições | Melhores posições | Melhores posições | Melhores posições | Melhores posições | Melhores posições | Melhores posições | Melhores posições | Melhores posições | Vendas | Certificações           |
| Ano  | Detalhes do Álbum | EUA               | AUS               | BEL               | CAN               | FRA               | ALE               | NLD               | NZ                | SUI               | RU                | Vendas | Certificações           |
| ---- | --- | ----------------- | ----------------- | ----------------- | ----------------- | ----------------- | ----------------- | ----------------- | ----------------- | ----------------- | ----------------- | ------ | ----------------------- |
| 2010 | iTunes Originals - Lançamento: 05 de fevereiro de 2010 - Formato(s): CD, download Digital, LP - Gravadora(s): Blue Note | 170               | —                 | —                 | —                 | —                 | —                 | —                 | —                 | —                 | —                 |        |                         |
| 2010 | ...Featuring - Lançamento: 02 de novembro de 2010 - Formato(s): CD, download Digital, LP - Gravadora(s): Blue Note      | 29                | 16                | 35                | 20                | 54                | 55                | 57                | 21                | 13                | 128               |        | - MC: Ouro - ZPAV: Ouro |
| 2012 | Covers - Lançamento: 31 de dezembro de 2012 - Formato(s): CD, download Digital, LP - Gravadora(s): Blue Note            | 112               | —                 | —                 | —                 | —                 | —                 | —                 | —                 | —                 | —                 |        |                         |
| 2019 | Begin Again - Lançamento: 12 de abril de 2019 - Formato(s): CD, download Digital, LP - Gravadora(s): Blue Note          | 164               | 14                | 31                | —                 | 42                | 35                | 50                | 22                | 11                | —                 |        |                         |

### Álbuns ao vivo
- Live at the House of Blues - Chicago (2002)
- Live in Heineken Music Hall (2004)

### Trabalhos com outros artistas
- Marian McPartland's piano jazz with Norah Jones (2003)
- New York City (The Peter Malick Group) (2003)
- ...Featuring (2010)

### EP
- First Sessions (2001)

### Clipes
- Don't Know Why (2002)
- Come Away with Me (2002)
- What Am I To You (2004)
- Those Sweet Words (2004)
- Sunrise (2004)
- Thinking About You (2007)
- Sinkin' Soon (2007)
- Until the End (2007)
- Chasing Pirates (2009)
- Young Blood (2010)
- Happy Pills (2012)

### DVD
- Live In New Orleans (2002)
- Norah Jones & The Handsome Band: Live In 2004
- Norah Jones Austin City Limits - Live From Austin TX, 2007
- Come Away With Me (Deluxe Edition) CD+DVD
- Feels Like Home (deluxe Edition) CD+DVD
- Not Too Late (deluxe Edition) CD+DVD

## Prêmios

### Grammy
O prêmio Grammy é realizado desde 1958. Norah Jones ganhou, no total, doze Grammys, e teve seis indicações.
| Ano  | Nomeação                                         | Categoria                                | Resultado |
| ---- | ------------------------------------------------ | ---------------------------------------- | --------- |
| 2003 | Norah Jones                                      | Melhor Artista Revelação                 | Venceu    |
| 2003 | Come Away with Me                                | Álbum do Ano                             | Venceu    |
| 2003 | Come Away with Me                                | Melhor Engenharia de Álbum, Não Clássico | Venceu    |
| 2003 | Come Away with Me                                | Melhor Álbum Vocal de Pop                | Venceu    |
| 2003 | "Don't Know Why"                                 | Gravação do Ano                          | Venceu    |
| 2003 | "Don't Know Why"                                 | Música do Ano                            | Venceu    |
| 2003 | "Don't Know Why"                                 | Melhor Performance Vocal Feminina de Pop | Venceu    |
| 2004 | "Wurlitzer Prize (I Don't Want To Get Over You)" | Melhor Colaboração Country com Vocais    | Indicação |
| 2005 | "Here We Go Again"                               | Gravação do Ano                          | Venceu    |
| 2005 | "Here We Go Again"                               | Melhor Colaboração Pop com Vocais        | Venceu    |
| 2005 | "Sunrise"                                        | Melhor Performance Vocal Feminina de Pop | Venceu    |
| 2005 | "Creepin' In"                                    | Melhor Colaboração Country com Vocais    | Indicação |
| 2005 | Feels Like Home                                  | Melhor Álbum Vocal de Pop                | Indicação |
| 2006 | "Virginia Moon"                                  | Melhor Colaboração Pop com Vocais        | Indicação |
| 2006 | "Dreams Come True"                               | Melhor Colaboração Country com Vocais    | Indicação |
| 2008 | River: The Joni Letters                          | Álbum do Ano                             | Venceu    |
| 2008 | River: The Joni Letters                          | Melhor Álbum de Jazz Contemporâneo       | Venceu    |
| 2010 | "Baby, It's Cold Outside"                        | Melhor Colaboração Pop com Vocais        | Indicação |